# Popowia alata
Popowia alata är en kirimojaväxtart som beskrevs av S. K. Ganesan. Popowia alata ingår i släktet Popowia och familjen kirimojaväxter. Inga underarter finns listade i Catalogue of Life.